# Alpthal
Alpthal je obec ve švýcarském kantonu Schwyz. Žije zde 616 obyvatel.

## Geografie

Alptal (1923)

Obec se skládá z místních částí Alpthal, Brunni a Eigen. Leží v zadní části údolí Alptal a protéká jí řeka Alp. Na severu a za Eigenem protéká řeka Alp vesnicí Trachslau a dále městem Einsiedeln vzdáleným asi 7 km. Na západě, jihu a východě je obec obklopena vrcholy Nüsellstock, Näbikenfirst, Grossbrechenstock, Kleiner Mythen, Grosser Mythen, Rotenfluh, Furggelenstock a Gschwändstock.

## Historie
Ve sporu o oblast Marchen mezi Schwyzem a opatstvím Einsiedeln byl jedním ze sporných území Albetal (dnešní Alpthal), který opatství daroval císař Jindřich II. v roce 1018. Alpthal, který byl v roce 1217 přidělen Schwyzu, nakonec v roce 1350 připadl tzv. Staré zemi Schwyz. V roce 1361 bylo území vlivu Schwyzu a Einsiedelnu rozděleno.
Kaple zasvěcená svaté Apollonii byla postavena v roce 1690. V roce 1805 byla obec oddělena od Schwyzu a stala se farností. Současný kostel byl vysvěcen v roce 1887. Několik kaplí v obci lemuje starou Svatojakubskou cestu z Einsiedelnu přes Haggenegg do Schwyzu. V 16.–17. století měl značný význam vývoz a zpracování dřeva. V letech 1733–1744 a 1757–1760 se v Alpthalu vyrábělo sklo.

## Obyvatelstvo
| Vývoj počtu obyvatel | Vývoj počtu obyvatel | Vývoj počtu obyvatel | Vývoj počtu obyvatel | Vývoj počtu obyvatel | Vývoj počtu obyvatel | Vývoj počtu obyvatel | Vývoj počtu obyvatel | Vývoj počtu obyvatel | Vývoj počtu obyvatel |
| -------------------- | -------------------- | -------------------- | -------------------- | -------------------- | -------------------- | -------------------- | -------------------- | -------------------- | -------------------- |
| Rok                  | 1850                 | 1900                 | 1950                 | 1960                 | 1970                 | 1980                 | 1990                 | 2000                 | 2005                 |
| Počet obyvatel       | 390                  | 406                  | 312                  | 307                  | 325                  | 335                  | 369                  | 445                  | 511                  |

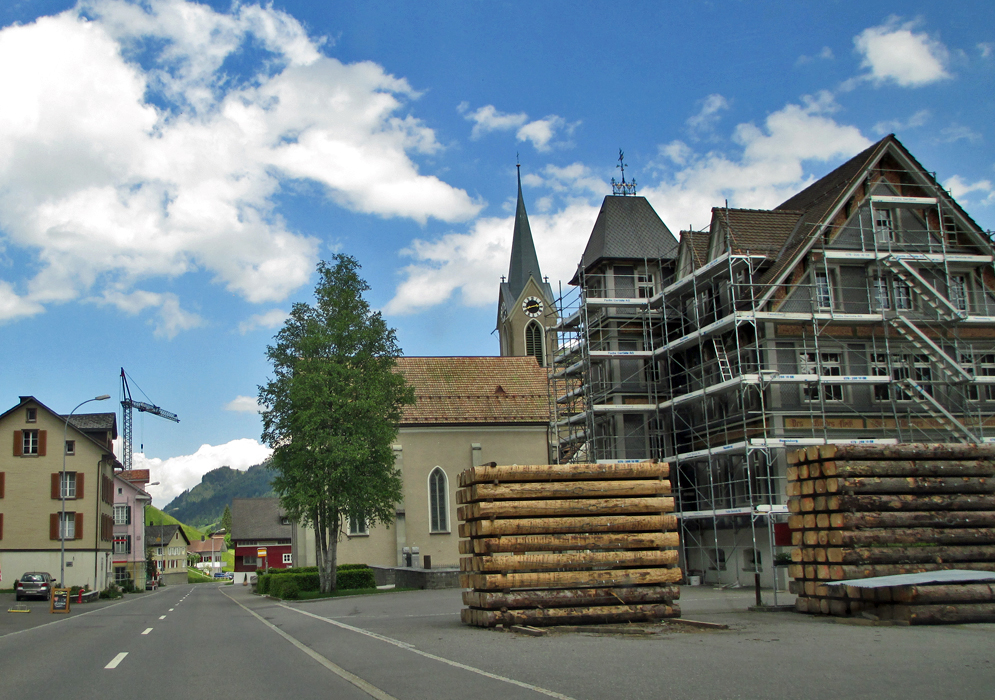
Centrum obce

Většina obyvatel (k roku 2000) hovoří německy (97,8 %), druhá nejčastější je albánština (1,8 %) a třetí portugalština (0,4 %).

## Hospodářství
Od rozvoje volnočasové oblasti Brunni-Holzegg (lanovka od roku 1950) a lyžařského areálu Brunni-Haggenegg (1974) je důležitým zdrojem příjmů zimní turistika (první lyžařský vlek v roce 1965). Pro obec je stále charakteristické zemědělství, dřevařství a alpské zemědělství (52 % pracovních míst v 1. sektoru v roce 1995).